# Cuba Gooding Jr.
Cuba Michael Gooding, Jr. (/ˈkjuːbə/ KYOO-bə; sinh ngày 2 tháng 1 năm 1968) là một diễn viên người Mỹ.

## Danh sách phim

### Truyền hình
| Năm     | Phim                                              | Vai                           | Ghi chú |
| ------- | ------------------------------------------------- | ----------------------------- | --- |
| 1986    | Better Days                                       | Bully                         | Tập: "Wooly Bully" |
| 1987    | Hill Street Blues                                 | Gang member #2 / Ethan Dillon | 2 tập |
| 1988    | CBS Schoolbreak Special                           | Paul                          | Tập: "No Means No" |
| 1988    | Amen                                              | Kenny                         | Tập: "Thelma's Handyman" |
| 1989–91 | MacGyver                                          | Billy Colton                  | 4 tập |
| 1993    | Daybreak                                          | Torch (Stephen Tolkin)        | |
| 1993    | The Untouchables                                  | Tommy Taylor                  | Tập: "Betrayal in Black & Tan" |
| 1995    | The Tuskegee Airmen                               | Billy Roberts                 | Đề cử – NAACP Image Award for Outstanding Actor in a Television Movie, Mini-Series or Dramatic Special |
| 1999    | Saturday Night Live                               | Dẫn chương trình              | Tập: "Cuba Gooding Jr./Ricky Martin" |
| 2000    | Men of honour                                     | Carl Brashear                 | |
| 2009    | Gifted Hands: The Ben Carson Story                | Ben Carson                    | NAACP Image Award for Outstanding Actor in a Television Movie, Mini-Series or Dramatic Special Đề cử – Screen Actors Guild Award for Outstanding Performance by a Male Actor in a Miniseries or Television Movie |
| 2012    | Firelight                                         | Dwayne Johnson (DJ)           | NAACP Image Award for Outstanding Actor in a Television Movie, Mini-Series or Dramatic Special |
| 2012    | Guilty                                            | William "Billy" Remz          | |
| 2013    | Summoned                                          | Thám tử Callendar             | |
| 2015    | Empire                                            | Dwayne "Puma" Robinson        | Tập: "The Devil Quotes Scripture" |
| 2015    | The Book of Negroes                               | Samuel Fraunces               | 2 tập |
| 2015    | Big Time in Hollywood, FL                         | (Chính mình)                  | 6 tập |
| 2015    | Forever                                           | Isaac Monroe                  | 3 tập |
| 2016    | American Crime Story: The People v. O. J. Simpson | O. J. Simpson                 | 10 tập Đề cử – Primetime Emmy Award for Outstanding Lead Actor in a Limited Series or Movie Đề cử – Critics' Choice Television Award for Best Actor in a Movie/Limited Series Đề cử – Satellite Award for Best Actor – Miniseries or Television Film Đề cử – NAACP Image Award for Outstanding Actor in a Television Movie, Mini-Series or Dramatic Special |
| 2016    | American Horror Story: Roanoke                    | Matt Miller                   | 5 tập |
| 2016    | American Horror Story: Roanoke                    | Dominic Banks                 | 5 tập |
| 2018    | Ant & Dec's Saturday Night Takeaway               | Dẫn chương trình mở màn       | Mùa 15, tập 2 |
| 2018    | The Last Leg                                      | (Chính mình)                  | Mùa 13, tập 9 |
| 2018    | Katrina: American Crime Story                     | TBA                           | Vai chính, mùa 3 |